# Erioptera quadripilata
Erioptera quadripilata är en tvåvingeart som beskrevs av Alexander 1958. Erioptera quadripilata ingår i släktet Erioptera och familjen småharkrankar. Inga underarter finns listade i Catalogue of Life.